# Produit de fission
 (août 2019).
Si vous disposez d'ouvrages ou d'articles de référence ou si vous connaissez des sites web de qualité traitant du thème abordé ici, merci de compléter l'article en donnant les références utiles à sa vérifiabilité et en les liant à la section « Notes et références ».
Les produits de fission sont des corps chimiques résultant de la fission d'un noyau atomique fissile : chaque noyau de matière fissile subissant une fission nucléaire se casse en deux (exceptionnellement trois) morceaux, qui se stabilisent sous forme de nouveaux atomes. Les produits de fission se forment suivant une distribution statistique (qui dépend faiblement du noyau fissile) et on y trouve des isotopes d'une bonne partie des éléments chimiques existants. Ce sont les « cendres » de la réaction nucléaire, qui constituent des déchets radioactifs ultimes.
Dans leur majorité, les produits de fission initialement formés sont des isotopes très instables : ils sont très fortement radioactifs, dégagent une forte chaleur et des rayonnements gamma souvent très énergétiques (et donc dangereux) :
- les produits de fission sont responsables de pratiquement toute la radioactivité des combustibles irradiés sortis des réacteurs. La grande majorité des produits de fission radioactifs sont à vie courte (période inférieure à cinq ans) ou moyenne (période inférieure à cent ans)[1] ;
- dans un réacteur nucléaire, la puissance dégagée par les produits de fission (de l'ordre de 6,5 % de la puissance thermique du réacteur immédiatement après l'arrêt) impose de maintenir un refroidissement pendant quelques jours après la mise à l'arrêt pour éviter une fusion du cœur. On appelle cette puissance thermique la puissance résiduelle du réacteur. Après quelques jours, la radioactivité a suffisamment diminué pour permettre le transfert du combustible en piscine. Après quelques années en piscine, la radioactivité a rallié un niveau suffisamment faible pour que la matière puisse être évacuée ou retraitée, voire simplement entreposée à sec en l'attente d'une des deux solutions précédentes ;
- la radioactivité de ces produits de fission rend nécessaire une radioprotection très importante pour la manipulation des combustibles nucléaires irradiés et pour tous les traitements de l'aval du cycle nucléaire : entreposage nucléaire, traitement du combustible nucléaire usé et stockage définitif des déchets radioactifs.

## Introduction

### Exemple d'une fission
Dans un réacteur nucléaire, lorsqu'un noyau d'uranium 235, ou d'un autre atome lourd, fissionne par absorption d'un neutron, il se forme deux (exceptionnellement trois) nouveaux noyaux instables : les produits de fission (PF), ainsi que deux ou trois neutrons qui vont déclencher d'autres fissions par réaction nucléaire en chaîne. Le nombre total de nucléons est conservé dans la réaction, mais la somme des masses des atomes et particules produits est toujours inférieure à celui de l'atome d'origine. Cela s'explique par le fait qu'une partie de la masse est transformée en énergie (voir E = mc2).
Voici par exemple une formule possible pour une telle fission :
235
92U + 1
0n ⟶ 93
36Kr + 140
56Ba + 3 1
0n + E,
où E est l'énergie libérée par la réaction, qui vaut environ 200 MeV (soit 3,2 × 10−11 J).
Dans cet exemple, les deux produits de fission krypton 93 et baryum 140 ont un excès de neutrons : le krypton stable le plus lourd est 86Kr (sept neutrons en excès) et le baryum stable le plus lourd est 138Ba (deux neutrons en excès). De ce fait, les radionucléides sont instables, donc radioactifs : les neutrons en excès se transforment en un proton et un électron, expulsés du noyau sous forme de rayonnement bêta moins. Avant d'atteindre un état stable, les deux chaînes de désintégration correspondant à l'exemple ci-dessus expulseront au total sept électrons :
- chaîne de désintégration du krypton 93 : {\displaystyle \mathrm {^{93}_{36}Kr\ {\xrightarrow[{1,286\ s}]{\beta ^{-}}}\ {}_{37}^{93}Rb\ {\xrightarrow[{5,84\ s}]{\beta ^{-}}}\ {}_{38}^{93}Sr\ {\xrightarrow[{7,423\ min}]{\beta ^{-}}}\ {}_{39}^{93}Y\ {\xrightarrow[{10,18\ h}]{\beta ^{-}}}\ {}_{40}^{93}Zr\ {\xrightarrow[{1,53\times 10^{6}\ a}]{\beta ^{-}}}\ {}_{41}^{93}Nb} } (stable)
- chaîne de désintégration du baryum 140 : {\displaystyle \mathrm {{}_{\ 56}^{140}Ba\ {\xrightarrow[{12,7527\ j}]{\beta ^{-}}}\ {}_{\ 57}^{140}La\ {\xrightarrow[{1,67855\ j}]{\beta ^{-}}}\ {}_{\ 58}^{140}Ce} } (stable)

### Excès de neutron et radioactivité
D'une manière générale, l’atome d'uranium 235 fissionné et le neutron provoquant la fission contenaient initialement à eux deux 92 protons et 144 (143 + 1) neutrons, dont deux et demi (en moyenne) sont émis quasiment instantanément lors de la fission. Le reste, soit 92 protons et 141,5 neutrons (en moyenne), se répartit entre les deux (ou rarement trois) atomes instables formés. Chacun emporte en moyenne la moitié, soit 46 protons et 71 neutrons, soit encore 117 nucléons (alors que le palladium, Z = 46, est stable pour 56 à 60 neutrons).
L'excès de neutrons des deux nucléides formés par rapport à la diagonale que représente la vallée de stabilité vaut typiquement entre trois et cinq neutrons. Cet excès doit se résorber par transformation de neutron en proton produisant une émission de rayonnement bêta. Quelle que soit la répartition finale des neutrons et des protons, les corps formés à l' instant de la fission (c'est-à-dire les produits de fission, notés PF) sont instables et se désintègrent selon une demi-vie plus ou moins longue. Une fois les premiers instants post-fission passés où des neutrons dits « retardés » peuvent être émis (quelques secondes après la fission), les corps instables formés lors de la fission vont progressivement rallier la situation de stabilité par émissions successives d'électrons (rayonnement bêta), accompagnées de rayonnements électromagnétiques (rayons gamma) correspondant au passage des différents niveaux d'énergie excités au niveau fondamental du noyau lui-même, et du réarrangement du cortège électronique des dits atomes.

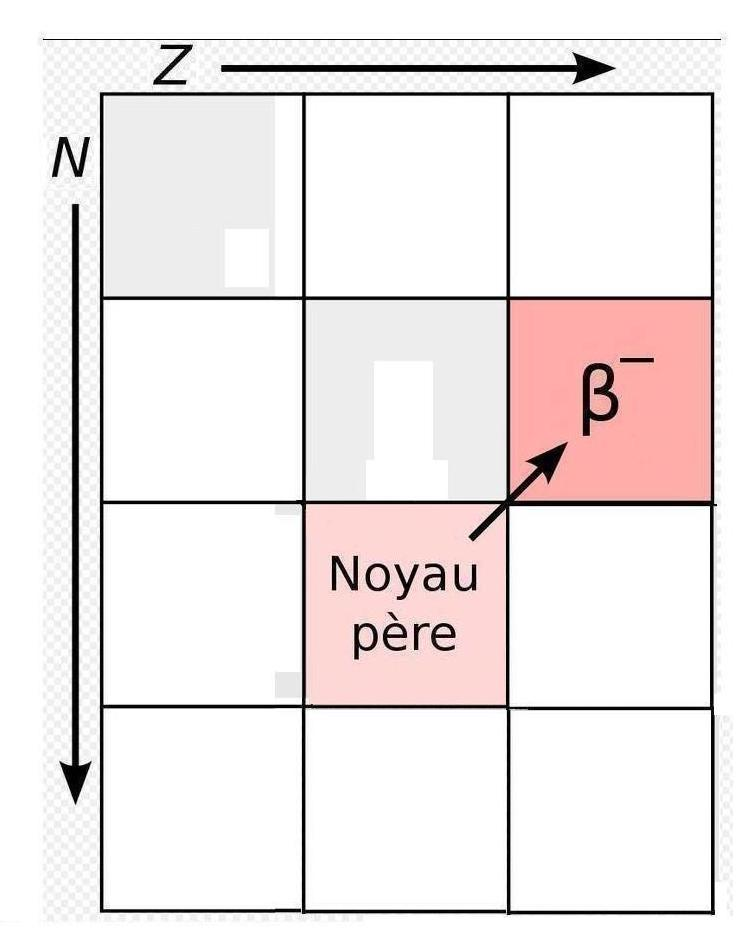
Schéma de principe de la radioactivité bêta des produits de fission rejoignant la stabilité.

Les produits de fission tendent généralement à présenter une radioactivité β-, ou plus rarement, quand le déficit en proton est encore plus important, à se désintégrer assez rapidement en expulsant un neutron, qui fera partie des neutrons retardés de la réaction. Du fait de l'excès de neutrons des corps instantanément formés lors de la fission, la plupart des produits de fission sont des émetteurs bêta et gamma. Les rares émetteurs alpha (particule α) sont de facto des corps quasi stables, obtenus lorsque l'excès de neutrons a été résorbé par émission secondaire d'électron et transformation de neutrons en protons.
Au cours du ralliement vers la situation stable, une fois les neutrons retardés émis par les précurseurs, le nombre total de nucléons des atomes instables initialement formés ne change pas, sauf cas rarissimes ; seul le nombre de protons augmente par transformations successives de neutron en proton avec émission d’un électron à chaque fois et libération d’énergie sous forme de rayonnement gamma.
Ces considérations expliquent pourquoi les produits de fission sont :
- très généralement émetteurs bêta ;
- très souvent émetteurs gamma ;
- rarement émetteurs alpha et uniquement en résultante d'une désintégration d'émetteur bêta débouchant sur un corps quasi stable, existant déjà à l’état naturel, lui-même émetteur alpha.

## Distribution initiale des produits de fission

Allure générale de la distribution statistique des produits de fission de l'uranium 235, exprimée en rendement de fission.

Rendements de fission en flux thermique pour (en vert), (en rouge), (en bleu) et un combustible mixte U/Pu (en noir).

La courbe de répartition des produits de fission, dont l'allure générale est donnée ci-contre, est dite « en dos de chameau » du fait de ses deux bosses. Dans la majorité des fissions, les deux atomes formés ont des nombres de nucléons différents avec typiquement un gros noyau de 133 à 144 nucléons et un plus petit de 90 à 100 nucléons. Les fissions donnant deux atomes de masses égales (avec 116 ou 117 nucléons) ou voisines (avec par exemple un atome de 108 nucléons et un de 125) ne représentent qu'environ 0,3 % du total des fissions.
Les fissions ternaires (qui représentent de l'ordre de 0,2 à 0,4 % des fissions) sont incluses dans cette courbe ; elles sont en nombre réduit et n'en changent pas l'allure générale. Cette courbe donne le rendement de produit de fission ; du fait de ces fissions ternaires, son intégrale est un peu supérieure à 200 %, parce que pour cent fissions, le nombre de noyaux formés est un peu supérieur à 200. Les rendements doivent être divisés par cette intégrale pour exprimer la proportion de chaque atome formé.
La distribution statistique précise des produits de fission dépend de plusieurs facteurs : la composition isotopique du combustible (présence de plutonium dans le combustible MOX, ou à la suite du taux de combustion de l'assemblage), du spectre et du flux neutronique, de l'enrichissement du combustible (pour un réacteur à neutrons rapides), etc.
Dans le cas d'un réacteur de puissance à eau pressurisée, de type REP, utilisant de l'uranium naturel enrichi en isotope 235, les nombres de masse des produits de fission se répartissent de la façon suivante :
- les proportions des atomes de nombre de nucléons allant de 90 à 100 inclus d'une part, et de 133 à 144 inclus d'autre part, sont très voisines et toutes de l'ordre de 2,9 à 3,3 % environ. Ces atomes constituent la plus grande part des produits de fission. La courbe de distribution présente ainsi deux « quasi-plateaux » de  90 à 100 et de 133 à 144 nucléons, pour environ (11+12)×3,1 %= 71,3 % des atomes formés ;
- les proportions diminuent fortement au-delà de ces deux quasi-plateaux et de façon grossièrement symétrique par rapport à ceux-ci : pour  84 nucléons ~ 0,5 % ; pour 105 nucléons ~ 0,4 %; pour 129 nucléons ~ 0,5 % ; pour 149 nucléons ~ 0,6 % ;
- les proportions sont de l'ordre de 0,005 % à 0,006 % pour les nombres de nucléons compris entre 112 et 121 constituant un « quasi-plateau » de valeur faible pour les fissions créant deux atomes de masse égale ou voisine ;
- 97,85 % des PF compris entre 84 et 105 nucléons inclus d'une part[Note 2] et 129 à 149 nucléons inclus d'autre part[Note 3] ;
- 99,90 % des PF compris entre 76 et 109 nucléons inclus d'une part, et 124 à 155 nucléons inclus d'autre part[Note 4].

Les fissions ternaires produisent en outre un atome léger : sur ces fissions, 90 % produisent de l'hélium 4, 7 % du tritium et 1 % de l'hélium 6 qui se transforme rapidement en lithium 6.
Après la fission et avant l'arrêt du réacteur, la distribution en nombre de nucléons des atomes formés est modifiée de façon assez marginale par réaction avec le flux neutronique qui peut conduire à des captures augmentant le nombre de nucléons ou à des transmutations des corps formés. En outre, durant ce laps de temps - qui peut durer un an, voire davantage - la décroissance radioactive en bêta et gamma se produit (sans changement du nombre de nucléons). La distribution finale des produits de fission dépend ainsi de la durée d'incubation des produits de fission dans le réacteur (durée d'exposition aux neutrons). Par ailleurs, les fissions du plutonium 239 formé dans les réacteurs à partir de l'uranium 238 ne produisent pas exactement les mêmes proportions d'atomes des différents éléments que dans cas de l'uranium 235, même si les ordres de grandeurs sont en gros les mêmes.
Ces considérations expliquent pourquoi il est souvent très difficile d'évaluer simplement la nature et surtout les quantités de radionucléides formés par fission dans l'ensemble des réacteurs et pour toutes les énergies (ou usures) des combustibles utilisés. Pour le faire, des modélisations assez complexes sont nécessaires.

## Décroissance radioactive

### Généralités

Périodes de prépondérance en pourcentage de la radioactivité totale : Te 132 (T = 3,25 jours) et son fils I 132 (2,3 h) sont prépondérants la première semaine. I 131 (8,02070 j) est prépondérant à 10 jours. Zr 95 (64,02 j) et son fils Nb 95 (35,15 j) sont prépondérants à trois mois. Le césium 137 (30,15 ans) et le strontium 90 (28,79 ans) - non représentés sur la courbe mais évoluant comme le césium 137 - sont prépondérants à échelle historique.

Immédiatement après la fission, les produits de fission se trouvent majoritairement à l'état d'oxyde solide (césium 137, strontium 90), mais peuvent également être à l'état gazeux dissous dans la matrice d'oxydes (par exemple les isotopes du xénon Xe 133, Xe 134 ou Xe 136, ou bien le krypton 85). Lors du traitement du combustible nucléaire usé, ils se retrouvent en solution dans l'acide nitrique au terme duquel ils se trouvent majoritairement sous forme d'oxydes solides ; les éléments gazeux s'échappent alors.
Les produits de fission sont radiotoxiques. Ils contribuent à la radioactivité à court et moyen termes des déchets nucléaires de haute activité produits par le combustible nucléaire.
Le temps caractéristique à considérer est de l'ordre de l'année pour le devenir des produits de fission entreposés en piscine, et de l'ordre du siècle pour ceux dont on envisage un stockage définitif. À un instant donné, ce qui pose le plus de problème dans les déchets radioactifs est largement dépendant de la demi-vie de l'élément. Pour un même nombre d'atomes formés, au bout d'un temps T, l'élément dont la radioactivité est prépondérante (par rapport à la radioactivité des autres corps) est celui dont la demi-vie est de T/log(2), soit à peu près 1,44 fois ce délai :
- les produits de fission à demi-vie (ou période) plus faible sont initialement ceux qui contribuent le plus à la radioactivité globale du mélange de déchets, mais elles s'éteignent beaucoup plus vite et cessent rapidement d'être un problème (sauf si leur chaîne de désintégration fait apparaître d'autres éléments radioactifs). Cette décroissance est exponentielle : les substances dont la demi-vie est T/10 ont perdu mille fois leur radioactivité initiale ; celles dont la demi-vie est T/20 ont perdu un million de fois leur radioactivité initiale ;
- les produits de fission à demi-vie plus longue se conservent mieux à long terme, mais étant intrinsèquement moins radioactifs, ils contribuent initialement peu à la radioactivité globale du mélange de déchets. Cependant, cette radioactivité plus faible ne varie que proportionnellement à la demi-vie : toutes choses égales par ailleurs, il faut une demi-vie dix fois plus longue pour conduire à une radioactivité dix fois plus faible.

On peut noter qu'il n'y a aucun produit de fission radioactif (initialement formé par fission ou descendant) dont la période soit comprise entre 100 ans (93 ans pour le samarium 151) et 100 000 ans (pour l'étain 126), car, s'agissant des produits de fission radioactifs : 
- ceci circonscrit le véritable problème du stockage géologique (et donc du confinement à très long terme) des produits de fission aux seuls sept isotopes recensés au paragraphe ci-après : « Produits de fission à vie très longue, hors échelle historique » (les actinides mineurs, générés par capture neutronique et qui ne sont pas des produits de fission, devant par ailleurs également être gérés) ;
- le faible nombre de radionucléides recensés rend envisageable la voie consistant à rechercher les moyens de les séparer et les transmuter en corps à vie plus courte.

### Produits de fission à radioactivité négligeable à long terme
Deux catégories de produits de fission n'ont pas d'incidence sur la radiotoxicité à long terme :
- d'une part, des atomes stables ou radioactifs à vie très courte (non radioactifs à moyen terme) : 71,0 %du total des atomes formés lors de la fission ont une chaîne de désintégration formée de descendants qui sont soit stables, soit de période inférieure à dix ans, aboutissant rapidement à des nucléides stables. Ils ne contribuent pas à la radiotoxicité à long terme. Leur liste est longue et n’est pas tracée ici. Un exemple de produit de fission radioactif à vie courte est fourni par le ruthénium 106 de période voisine d'un an qui se désintègre par émission bêta en palladium 106 stable ;
- d'autre part, des corps radioactifs à vie extrêmement longue, existants à l'état naturel : 11,8 % du total des atomes formés lors de la fission ont des descendants qui sont des radioisotopes (déjà présents dans la nature) de période supérieure à 100 milliards d’années (donc très supérieure à l'âge de la Terre, et même de l'Univers). Ils peuvent de facto être considérés comme des corps stables[Note 5]. Bien que certains de ces corps soient émetteurs alpha, leur dangerosité est bien plus faible que celle des déchets à vie courte, du fait de leur très longue demi-vie[2]. Le dégagement de chaleur et d'hélium (radioactivité alpha) correspondant est également négligeable.

Les quantités étant exprimées en proportion des atomes initialement formés par fission, ce sont :
- le zirconium 96, pour 2,96 %, émetteur bêta (période ~2 × 1019 ans) ;
- le cérium 142, pour 2,91 % émetteur bêta (période > 5 × 1016 ans) ;
- le néodyme 144, pour 2,71 %, émetteur alpha (période 2,29 × 1015 ans)[Note 6] ;
- le rubidium 87, pour 1,38 %, émetteur bêta (période 4,92 × 1010 ans) ;
- le samarium 147, pour  1,23 %, émetteur alpha (période 1,06 × 1011 ans) ;
- le samarium 149, pour 0,59 %, émetteur alpha (période > 2 × 1015 ans) ;
- le cadmium 113, en quantité très faible : 0,0059 %, émetteur bêta (période 7,7 × 1015 ans).

### Produits de fission radioactifs à vie moyenne, historiquement gérables

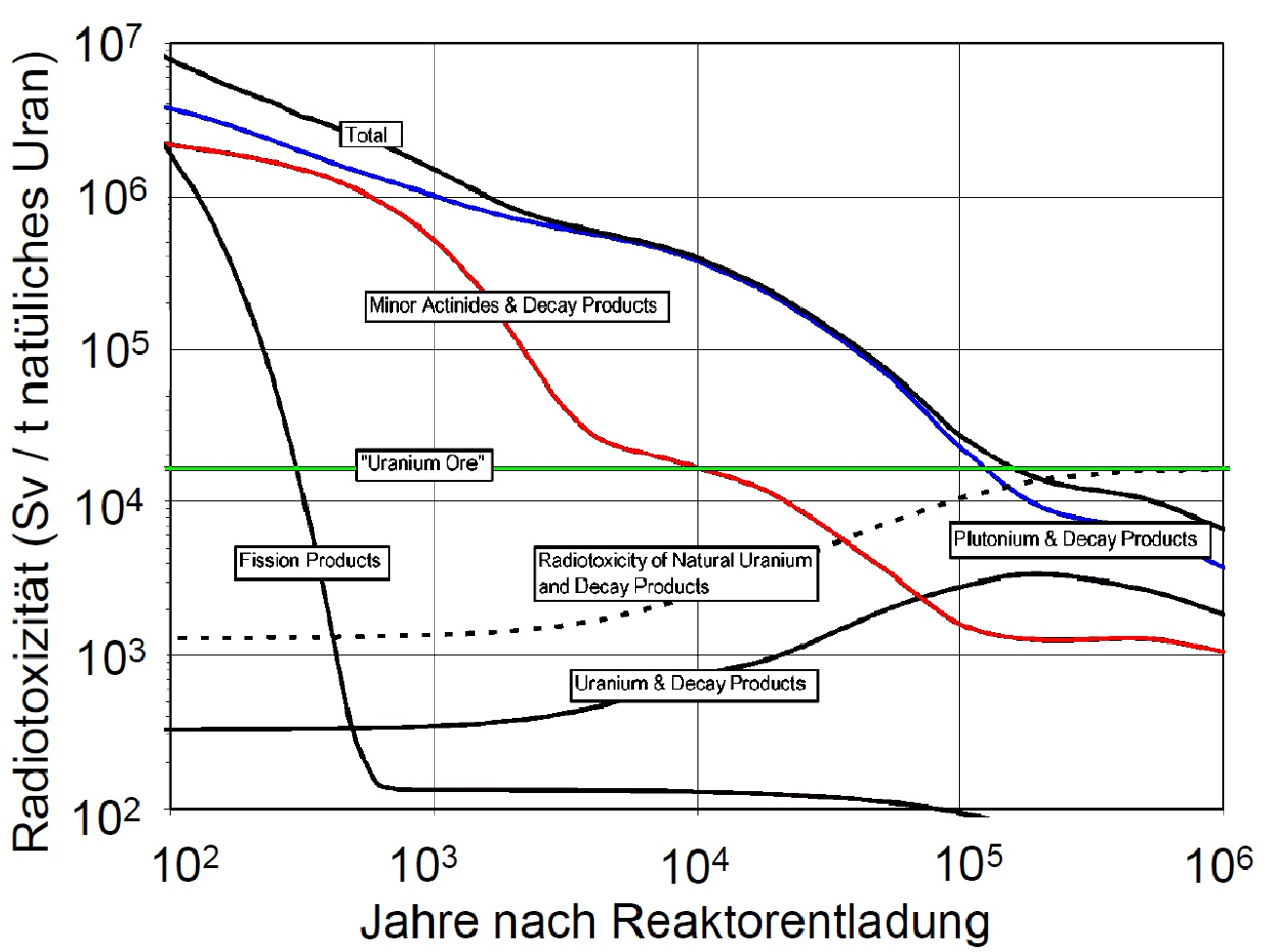
Les produits de fission (courbe noire descendant rapidement) forment initialement la contribution majoritaire de la radiotoxicité des éléments combustibles irradiés. Après 700 ans, la contribution des produits de fission à vie moyenne est devenue négligeable. Celle des produits de fission à vie longue reste stable pendant près de 100000 ans, mais à un niveau très faible.

6,8 % du total des atomes formés lors de la fission ont des descendants qui sont des radioisotopes à vie moyenne de période supérieure à 10 ans et inférieure à 100 ans. Les quantités étant exprimées en proportion des atomes initialement formés par fission, ce sont :
- le césium 137, émetteur bêta et gamma d'une demi-vie de 30,15 ans pour 3,06 % ;
- le strontium 90, émetteur bêta pur d'une demi-vie de 28,79 ans pour 2,86 % ;
- le krypton 85, émetteur bêta d'une demi-vie de 10,76 ans pour 0,69 % ; le krypton est un gaz noble non aisément chimiquement lié, il ne se retrouve pas dans le stockage géologique mais séparé et rejeté à l'usine de retraitement de La Hague[Note 7]. Le krypton 85 donne assez rapidement le rubidium 85 stable et solide à l'état oxydé ;
- le samarium 151, émetteur bêta d'une demi-vie de 93 ans pour 0,22 % ;
- enfin, pour être complet, on doit mentionner :
  - l'étain 121 métastable, émetteur gamma, d'une demi-vie de 43,9 ans, à hauteur de 0,0064 % ,
  - le cadmium 113 métastable, émetteur gamma d'une demi-vie de 14,1 ans, pour 0,0059 %.

Parmi ces six corps, seuls le césium 137 (émetteur bêta et gamma) et à un degré moindre le strontium 90 (émetteur bêta pur) sont véritablement gênants. Le césium 137 est le radionucléide qui caractérise la contamination de l'environnement lors des accidents tels que Tchernobyl ou Fukushima.
Ces produits de fission peuvent être qualifiés d'« historiquement gérables » parce que leur radioactivité n'est prépondérante que pendant quelques siècles, pendant lesquels la mémoire historique peut en être conservée. Par exemple, si du césium 137 avait été produit sous Charlemagne, il y a 1200 ans, le reliquat de nos jours après quarante fois sa demi-vie ne représenterait plus que 10-12 (un millionième de millionième) de l'activité initiale, ce qui ne correspond plus à une activité significative.
Seul le samarium 151, pour 0,22 % des atomes initialement formés et d'une demi-vie de 93 ans, est à la limite d’une gestion à l'échelle historique.
À la lumière du retour d'expérience des accidents de Tchernobyl et de Fukushima, le césium 137, du fait de son rayonnement gamma (rayonnement gamma de 660 keV, donc inférieur à celui du potassium 40 contenu dans le corps humain tout en étant du même ordre), ressort en définitive comme l'unique produit de fission ayant une importance pratique réelle dans la gestion du risque radiologique dans l'environnement. La capacité commode de rassembler chimiquement le césium présent dans l'environnement pourrait ainsi constituer une contribution efficace à la réduction concrète des conséquences radiologiques des accidents.

### Produits de fission radioactifs à vie très longue, hors échelle historique
10,4 % du total des atomes formés lors de la fission ont des descendants qui sont des radio-isotopes artificiels à vie très longue qui représentent véritablement la radioactivité résiduelle à long terme due aux produits de fission. Ils sont au nombre de sept. Les quantités étant exprimées en proportion des atomes initialement formés par fission, ce sont, par ordre d'abondance :
- le césium 135, émetteur bêta d'une demi-vie de 2,3 millions d'années, pour 3,45 % ,
- le zirconium 93, émetteur bêta d'une demi-vie de 1,53 million d'années, pour 3,06 %, sachant qu'une quantité complémentaire plus faible (environ 5 %) est formée par capture neutronique du zirconium 92 des gaines (réaction (n,γ)) dont une infime partie (les fines de cisaillage) est adjointe aux produits de fission du fait du procédé de cisaillage des gaines, effectué à l'usine de La Hague ;
- le technétium 99, émetteur bêta d'une demi-vie de 211 100 ans, pour 3,06 % ;
- l’iode 129, émetteur bêta d'une demi-vie de 15,7 millions d'années, pour 0,64 % ,
- le palladium 107, émetteur bêta d'une demi-vie de 6,5 millions d'années, pour 0,09 % ;
- l’étain 126, émetteur bêta d'une demi-vie de 100 000 ans, pour 0,03 % ;
- le sélénium 79, émetteur bêta d'une demi-vie de 280 000 ans[Note 8],[3] pour 0,025 %.

Le chlore 36 (période 301 000 ans), parfois improprement mentionné comme produit de fission à vie longue, n'est présent qu'au niveau de traces parmi les PF.
Pour ces corps dont la durée de vie est sans rapport avec les échelles de temps historiques, il n'existe pas de solution définitive actuellement. 
- La solution généralement employée consiste à les confiner dans une matrice adaptée (mélangés aux autres produits de fission ci-dessus et aux actinides mineurs) et les stocker en couche géologique profonde.
- Des études et évaluations économiques sont en cours pour examiner dans quelles conditions il est possible de transmuter ces sept corps en d'autres corps à vie plus courte ; comme via une irradiation neutronique en réacteur[Note 10],[Note 11].

### Tableaux de synthèse

#### Tous produits de fission et actinides
| Actinides par chaîne de désintégration | Actinides par chaîne de désintégration | Actinides par chaîne de désintégration | Actinides par chaîne de désintégration | Période a  | Produits de fission par abondance de production                             | Produits de fission par abondance de production                             | Produits de fission par abondance de production                             | Produits de fission par abondance de production                             |
| --- | -------------------------------------- | -------------------------------------- | -------------------------------------- | ---------- | --------------------------------------------------------------------------- | --------------------------------------------------------------------------- | --------------------------------------------------------------------------- | --------------------------------------------------------------------------- |
| 4n | 4n+1                                   | 4n+2                                   | 4n+3                                   | Période a  | Produits de fission par abondance de production                             | Produits de fission par abondance de production                             | Produits de fission par abondance de production                             | Produits de fission par abondance de production                             |
| 4n | 4n+1                                   | 4n+2                                   | 4n+3                                   | Période a  |                                                                             | 2,25-3,5 %                                                                  | 0,015-0,7 %                                                                 | < 0,0065 %                                                                  |
| 228Ra№ 0 |                                        |                                        |                                        | 4–6        | †                                                                           |                                                                             | 155Euþ0                                                                     |                                                                             |
| 244Cm 1 | 241Puƒ 1                               | 250Cf 1                                | 227Ac№ 1                               | 10–29      | †                                                                           | 90Sr 1                                                                      | 85Kr 1                                                                      | 113mCdþ 1                                                                   |
| 232Uƒ 1 |                                        | 238Pu 1                                | 243Cmƒ 1                               | 29–97      | †                                                                           | 137Cs 1                                                                     | 151Smþ 1                                                                    | 121mSn 1                                                                    |
| | 249Cfƒ 2                               | 242mAmƒ 2                              |                                        | 141–351    | Aucun produit de fission n'a une demi-vie comprise entre 100 et 100 000 ans | Aucun produit de fission n'a une demi-vie comprise entre 100 et 100 000 ans | Aucun produit de fission n'a une demi-vie comprise entre 100 et 100 000 ans | Aucun produit de fission n'a une demi-vie comprise entre 100 et 100 000 ans |
| | 241Am 2                                |                                        | 251Cfƒ 2                               | 430–900    | Aucun produit de fission n'a une demi-vie comprise entre 100 et 100 000 ans | Aucun produit de fission n'a une demi-vie comprise entre 100 et 100 000 ans | Aucun produit de fission n'a une demi-vie comprise entre 100 et 100 000 ans | Aucun produit de fission n'a une demi-vie comprise entre 100 et 100 000 ans |
| |                                        | 226Ra№ 3                               | 247Bk 3                                | 1,3k–1,6k  | Aucun produit de fission n'a une demi-vie comprise entre 100 et 100 000 ans | Aucun produit de fission n'a une demi-vie comprise entre 100 et 100 000 ans | Aucun produit de fission n'a une demi-vie comprise entre 100 et 100 000 ans | Aucun produit de fission n'a une demi-vie comprise entre 100 et 100 000 ans |
| 240Pu 3 | 229Th 3                                | 246Cm 3                                | 243Am 3                                | 4,7k–7,4k  | Aucun produit de fission n'a une demi-vie comprise entre 100 et 100 000 ans | Aucun produit de fission n'a une demi-vie comprise entre 100 et 100 000 ans | Aucun produit de fission n'a une demi-vie comprise entre 100 et 100 000 ans | Aucun produit de fission n'a une demi-vie comprise entre 100 et 100 000 ans |
| | 245Cmƒ 3                               | 250Cm 3                                |                                        | 8,3k–8,5k  | Aucun produit de fission n'a une demi-vie comprise entre 100 et 100 000 ans | Aucun produit de fission n'a une demi-vie comprise entre 100 et 100 000 ans | Aucun produit de fission n'a une demi-vie comprise entre 100 et 100 000 ans | Aucun produit de fission n'a une demi-vie comprise entre 100 et 100 000 ans |
| |                                        |                                        | 239Puƒ 4                               | 24,11k     | Aucun produit de fission n'a une demi-vie comprise entre 100 et 100 000 ans | Aucun produit de fission n'a une demi-vie comprise entre 100 et 100 000 ans | Aucun produit de fission n'a une demi-vie comprise entre 100 et 100 000 ans | Aucun produit de fission n'a une demi-vie comprise entre 100 et 100 000 ans |
| |                                        | 230Th№ 4                               | 231Pa№ 4                               | 32k–76k    | Aucun produit de fission n'a une demi-vie comprise entre 100 et 100 000 ans | Aucun produit de fission n'a une demi-vie comprise entre 100 et 100 000 ans | Aucun produit de fission n'a une demi-vie comprise entre 100 et 100 000 ans | Aucun produit de fission n'a une demi-vie comprise entre 100 et 100 000 ans |
| 236Npƒ 5 | 233Uƒ 5                                | 234U№ 5                                |                                        | 100k–250k  | ‡                                                                           | 99Tc₡ 5                                                                     | 126Sn 5                                                                     |                                                                             |
| 248Cm 5 |                                        | 242Pu 5                                |                                        | 280k–375k  | ‡                                                                           |                                                                             | 79Se₡ 5                                                                     |                                                                             |
| |                                        |                                        |                                        | 1,53M      | ‡                                                                           | 93Zr 6                                                                      |                                                                             |                                                                             |
| | 237Np 6                                |                                        |                                        | 2,1M–6,5M  | ‡                                                                           | 135Cs₡ 6                                                                    | 107Pd 6                                                                     |                                                                             |
| 236U 7 |                                        |                                        | 247Cmƒ 7                               | 15M–24M    | ‡                                                                           |                                                                             | 129I₡ 7                                                                     |                                                                             |
| 244Pu№ 7 |                                        |                                        |                                        | 80M        | Aucun atome au-dessus de 15,7 Ma                                            | Aucun atome au-dessus de 15,7 Ma                                            | Aucun atome au-dessus de 15,7 Ma                                            | Aucun atome au-dessus de 15,7 Ma                                            |
| 232Th№ 9 |                                        | 238U№ 9                                | 235Uƒ№ 9                               | 0,703G–14G | Aucun atome au-dessus de 15,7 Ma                                            | Aucun atome au-dessus de 15,7 Ma                                            | Aucun atome au-dessus de 15,7 Ma                                            | Aucun atome au-dessus de 15,7 Ma                                            |
| Légende ₡ Section efficace de capture dans la plage 8–50 barn ƒ Fissile m Métastable № Isotope naturel þ Poison neutronique (section efficace de capture supérieure à 3 000 barn) † Plage 4–97 a : produit de fission à vie moyenne ‡ Au-dessus de 100 ka : produit de fission à vie longue a = année julienne = 365,25 jours exactement |                                        |                                        |                                        |            |                                                                             |                                                                             |                                                                             |                                                                             |

#### Produits de fission et actinides présents dans les déchets
| Actinides par chaîne de désintégration | Actinides par chaîne de désintégration | Actinides par chaîne de désintégration | Actinides par chaîne de désintégration | Période a | Produits de fission par abondance de production                             | Produits de fission par abondance de production                             | Produits de fission par abondance de production                             |
| --- | -------------------------------------- | -------------------------------------- | -------------------------------------- | --------- | --------------------------------------------------------------------------- | --------------------------------------------------------------------------- | --------------------------------------------------------------------------- |
| 4n+0 | 4n+1                                   | 4n+2                                   | 4n+3                                   | Période a | Produits de fission par abondance de production                             | Produits de fission par abondance de production                             | Produits de fission par abondance de production                             |
| 4n+0 | 4n+1                                   | 4n+2                                   | 4n+3                                   | Période a | Principaux 2,25-3,5 %                                                       | Secondaires 0,015-0,7 %                                                     | Traces < 0,0065 %                                                           |
| |                                        |                                        |                                        | 4–6       |                                                                             | 155Euþ 0                                                                    |                                                                             |
| 244Cm 1 traces | 241Puƒ 1 traces                        |                                        |                                        | 10–22     |                                                                             | 85Kr 1                                                                      | 113mCdþ 1                                                                   |
| |                                        |                                        | 243Cmƒ 1                               | 28-31     | 90Sr 1                                                                      |                                                                             |                                                                             |
| |                                        |                                        |                                        | 28-31     | 137Cs 1                                                                     |                                                                             |                                                                             |
| 232Uƒ 1 traces |                                        | 238Pu 1 traces                         |                                        | 43-93     |                                                                             | 151Smþ 1                                                                    | 121mSn 1                                                                    |
| |                                        | 242mAmƒ 2                              |                                        | 141–351   | Aucun produit de fission n'a une demi-vie comprise entre 100 et 100 000 ans | Aucun produit de fission n'a une demi-vie comprise entre 100 et 100 000 ans | Aucun produit de fission n'a une demi-vie comprise entre 100 et 100 000 ans |
| | 241Am 2                                |                                        |                                        | 430–900   | Aucun produit de fission n'a une demi-vie comprise entre 100 et 100 000 ans | Aucun produit de fission n'a une demi-vie comprise entre 100 et 100 000 ans | Aucun produit de fission n'a une demi-vie comprise entre 100 et 100 000 ans |
| |                                        | 226Ra№ 3 traces                        |                                        | 1,3k–1,6k | Aucun produit de fission n'a une demi-vie comprise entre 100 et 100 000 ans | Aucun produit de fission n'a une demi-vie comprise entre 100 et 100 000 ans | Aucun produit de fission n'a une demi-vie comprise entre 100 et 100 000 ans |
| 240Pu 3 traces | 229\|Th 3 traces                       |                                        | 243Am 3                                | 4,7k–7,4k | Aucun produit de fission n'a une demi-vie comprise entre 100 et 100 000 ans | Aucun produit de fission n'a une demi-vie comprise entre 100 et 100 000 ans | Aucun produit de fission n'a une demi-vie comprise entre 100 et 100 000 ans |
| | 245Cmƒ 3                               |                                        |                                        | 8,3k–8,5k | Aucun produit de fission n'a une demi-vie comprise entre 100 et 100 000 ans | Aucun produit de fission n'a une demi-vie comprise entre 100 et 100 000 ans | Aucun produit de fission n'a une demi-vie comprise entre 100 et 100 000 ans |
| |                                        |                                        | 239Puƒ 4 traces                        | 24,11k    | Aucun produit de fission n'a une demi-vie comprise entre 100 et 100 000 ans | Aucun produit de fission n'a une demi-vie comprise entre 100 et 100 000 ans | Aucun produit de fission n'a une demi-vie comprise entre 100 et 100 000 ans |
| |                                        | 230Th№ 4 traces                        | 231Pa№ 4 traces                        | 32k–76k   | Aucun produit de fission n'a une demi-vie comprise entre 100 et 100 000 ans | Aucun produit de fission n'a une demi-vie comprise entre 100 et 100 000 ans | Aucun produit de fission n'a une demi-vie comprise entre 100 et 100 000 ans |
| 236Npƒ 5 | 233Uƒ 5 traces                         | 234U№ 5 traces                         |                                        | 100k–250k | 99Tc₡ 5                                                                     | 126Sn 5                                                                     |                                                                             |
| |                                        | 242Pu 5 traces                         |                                        | 280k–375k |                                                                             | 79Se₡ 5                                                                     |                                                                             |
| |                                        |                                        |                                        | 1,53M     | 93Zr 6                                                                      |                                                                             |                                                                             |
| | 237Np 6                                |                                        |                                        | 2,1M–6,5M | 135Cs₡ 6                                                                    | 107Pd 6                                                                     |                                                                             |
| 236U 7 traces |                                        |                                        | 247Cmƒ 7                               | 15M–24M   |                                                                             | 129I₡ 7                                                                     |                                                                             |
| |                                        |                                        |                                        |           | ni au-dessus de 15,7 Ma                                                     |                                                                             |                                                                             |
| 232Th№ 9 traces |                                        | 238U№ 9 traces                         | 235Uƒ№ 9 traces                        | 0,7G–14G  |                                                                             |                                                                             |                                                                             |
| Légende : ₡ Section efficace de capture thermique dans la plage 8–50 barn. ƒ Fissile m Métastable № Isotope naturel þ Poison neutronique (section efficace de capture supérieure à 3 000 barn) † Plage 4a–97a : produit de fission à vie historique gérable ‡ Au-dessus de 100 ka : produit de fission à vie longue |                                        |                                        |                                        |           |                                                                             |                                                                             |                                                                             |

## Gestion des produits de fission
Selon le Réseau Sortir du nucléaire, aucun pays au monde n'a résolu le problème du devenir des produits de fission et personne ne peut garantir la fiabilité d'un enfouissement sur de longues périodes[pourquoi ?].

### En exploitation des réacteurs nucléaires
Dans le processus normal de l'exploitation des réacteurs nucléaires (notamment électrogènes), les produits de fission sont gérés en tant que déchets de la réaction nucléaire. Dans le cas de la France, ils sont destinés à être placés en stockage géologique profond à Bure.

### Valorisation hypothétique du palladium et du rhodium formés par fission
Au titre de développements ultérieurs, selon certains acteurs de l'industrie nucléaire, la valorisation de tout ou partie des produits de fission pourrait contribuer à la gestion des déchets radioactifs. La radioactivité résiduelle à long terme du stockage géologique se trouverait ainsi diminuée, sans toutefois que la radioactivité totale ait changé.
Parmi les atomes formés par fission (donc les corps de masse atomique compris entre 70 et 150), seuls le palladium et le rhodium semblent mériter un examen. Les autres substances formées par fission sont de valeur marchande trop faible, comme pour l'argent métal qui est de surcroît pénalisé par l'argent 110, puissant émetteur gamma.

#### Récupération/extraction du palladium des produits de fission
Le coût très élevé du palladium pourrait ainsi rendre sa séparation chimique et sa récupération attractives : 
- la proportion massique de palladium 107 radioactif dans le palladium produit par fission est de l'ordre de 15 % des autres isotopes stables formés (105, 106, 108 et 110). Le palladium 107 est émetteur d'un bêta (pur) de 33 keV (rayonnement bêta « mou »[Note 12]), avec une période de 6,5 Ma donc une activité modérée. Le palladium 107 est donc un radionucléide de faible radiotoxicité, à moins qu'il ne soit ingéré. Ces caractéristiques semblent compatibles avec les usages industriels ;
- la quantité des différents isotopes du palladium produite par les réacteurs nucléaires peut être estimée grossièrement sur la base des seuls rendements de fission à 0,3 % en masse de la totalité des produits de fission, soit environ 180 kg de palladium par an en France ;
- le prix du palladium avoisine 15 k€/kg (la moitié du prix de l'or). Le chiffre d'affaires serait donc de l’ordre de 2,5 M€/an, mais soumis aux fluctuations des cours des métaux précieux, rendant l'opération a priori non rentable dans le cas de la France ;
- toutefois, une évaluation plus complète de la quantité de palladium présente dans les PF tenant notamment compte des captures neutroniques en fonctionnement conduit à une estimation significativement plus importante et à un chiffre d'affaires dépassant 10 M€/an.

#### Récupération/extraction du rhodium des produits de fission
Le cas du rhodium apparaît comme spécialement intéressant ; en effet :
- d'une part, le prix du rhodium est très élevé : 15 000 €/kg ;
- d'autre part, le rhodium n'a que trois isotopes :
  - le rhodium 103 qui est stable,
  - les deux isotopes radioactifs qui ont des périodes courtes.

Ce qui fait que le rhodium chimiquement séparé du reste des PF n'est pas radioactif.
La quantité de rhodium est voisine de 1,1 % en masse des produits de fission, soit environ 660 kg de rhodium produit chaque année par les 58 réacteurs français.

### En cas d’accident
Lors d'accidents nucléaires tels que la catastrophe de Tchernobyl ou de Fukushima, ou l'accident de Tokaïmura, de grandes quantités de produits de fission peuvent être rejetés dans l'atmosphère et dans l'eau. Les opérations de décontamination consistent alors à rassembler les terres les plus contaminées dans des sacs qui sont stockés sur place.